# Uhrynów Szlachecki
Uhrynów Szlachecki (ukr. Угринів Шляхетський) – dawna wieś na Ukrainie w rejonie iwanofrankiwskim obwodu iwanofrankiwskiego. Od 1945 roku część wsi Uhrynów. Stanowi środkową część Uhrynowa.

## Historia
Uhrynów Szlachecki to dawniej samodzielna wieś. W II Rzeczypospolitej stanowił gminę jednostkową Uhrynów Szlachecki w  powiecie stanisławowskim w województwie stanisławowskim. 1 sierpnia 1934 roku w ramach reformy na podstawie ustawy scaleniowej wszedł w skład nowej zbiorowej gminy Pasieczna, gdzie we wrześniu 1934 utworzył gromadę Uhrynów Szlachecki.
W kwietniu 1938 na parceli inż. Stanisława Burzyńskiego w Uhrynowie Szlachecki poświęcono kamień węgielny pod budowę kościoła rzymskokatolickiego.
W 1944 nacjonaliści ukraińscy z OUN-UPA zamordowali tutaj oraz w sąsiednich wsiach Uhrynów Dolny i Uhrynów Górny łącznie 21 Polaków.
Po wojnie włączone w struktury ZSRR.